# Bogdan Borkowski
Bogdan Stanisław Borkowski (ur. 20 stycznia 1958 w Kętrzynie) – polski prawnik, adwokat, działacz samorządowy, prezydent Kielc w latach 1997–1998.

## Życiorys
Absolwent Liceum Ogólnokształcącego im. Wojciecha Kętrzyńskiego w Kętrzynie. Ukończył następnie studia na Wydziale Prawa i Administracji Uniwersytetu Warszawskiego. Praktykuje jako adwokat zrzeszony w Okręgowej Rady Adwokackiej w Warszawie, prowadzi prywatną kancelarię adwokacką. Został m.in. pełnomocnikiem członków rodziny Krzysztofa Olewnika, należał do inicjatorów powołania Fundacji na Rzecz Pomocy Ofiarom Porwań im. Krzysztofa Olewnika.
W okresie od 1994 do 1998 był radnym II kadencji rady miejskiej w Kielcach. Od 1997 do 1998 sprawował urząd prezydenta tego miasta. W wyborach parlamentarnych w 1997 bezskutecznie ubiegał się o mandat poselski z listy Akcji Wyborczej Solidarność w województwie kieleckim (otrzymał 2575 głosów). 
W latach 1999–2000 pełnił funkcję doradcy do spraw prawnych w warszawskiej firmie energetycznej Stoen S.A. W 2007 był przewodniczącym rady nadzorczej Bumar Sp. z o.o. W 2009 został zastępcą przewodniczącego rady nadzorczej Polskiego Radia.
W wyborach parlamentarnych w 2011 był bezpartyjnym kandydatem do Senatu z własnego komitetu z poparciem Prawa i Sprawiedliwości w okręgu wyborczym nr 87. W 2016 został dyrektorem biura prawnego Telewizji Polskiej. W lutym 2018 został powołany w skład rady nadzorczej Polskiej Grupy Zbrojeniowej.
W kwietniu 2018 minister obrony narodowej Mariusz Błaszczak mianował go pełnomocnikiem do spraw negocjowania i ustalania wysokości odszkodowań rodzinom ofiar katastrofy polskiego Tu-154 w Smoleńsku. W maju 2018 Bogdan Borkowski objął funkcję prezesa zarządu przedsiębiorstwa Waryński Grupa Holdingowa. W marcu 2021 został p.o. prezesa zarządu, następnie był członkiem zarządu Polskiej Grupy Zbrojeniowej.